# Risør
Risør este o comună din provincia Agder, Norvegia.